# Anelaphus hoferi
Anelaphus hoferi är en skalbaggsart som först beskrevs av Knull 1934.  Anelaphus hoferi ingår i släktet Anelaphus och familjen långhorningar. Inga underarter finns listade i Catalogue of Life.